# Roberto Torres
Roberto Torres (* 6. duben 1972) je bývalý paraguayský fotbalista.

## Reprezentační kariéra
Roberto Torres odehrál za paraguayský národní tým v roce 1996 celkem 1 reprezentační utkání.

## Statistiky
| Paraguay | Paraguay | Paraguay |
| Roky     | Zápasů   | Gólů     |
| -------- | -------- | -------- |
| 1996     | 1        | 0        |
| Celkem   | 1        | 0        |